# روزنگلا سانتوس
روزنگلا سانتوس (انگلیسی: Rosângela Santos؛ زادهٔ ۲۰ دسامبر ۱۹۹۰) ورزشکار دو و میدانی اهل برزیل است.
وی در مسابقات کشوری و بین‌المللی در مجموع برندهٔ ۷ مدال طلا، ۲ مدال نقره، ۲ مدال برنز شده‌است.